# Wakenitzufer

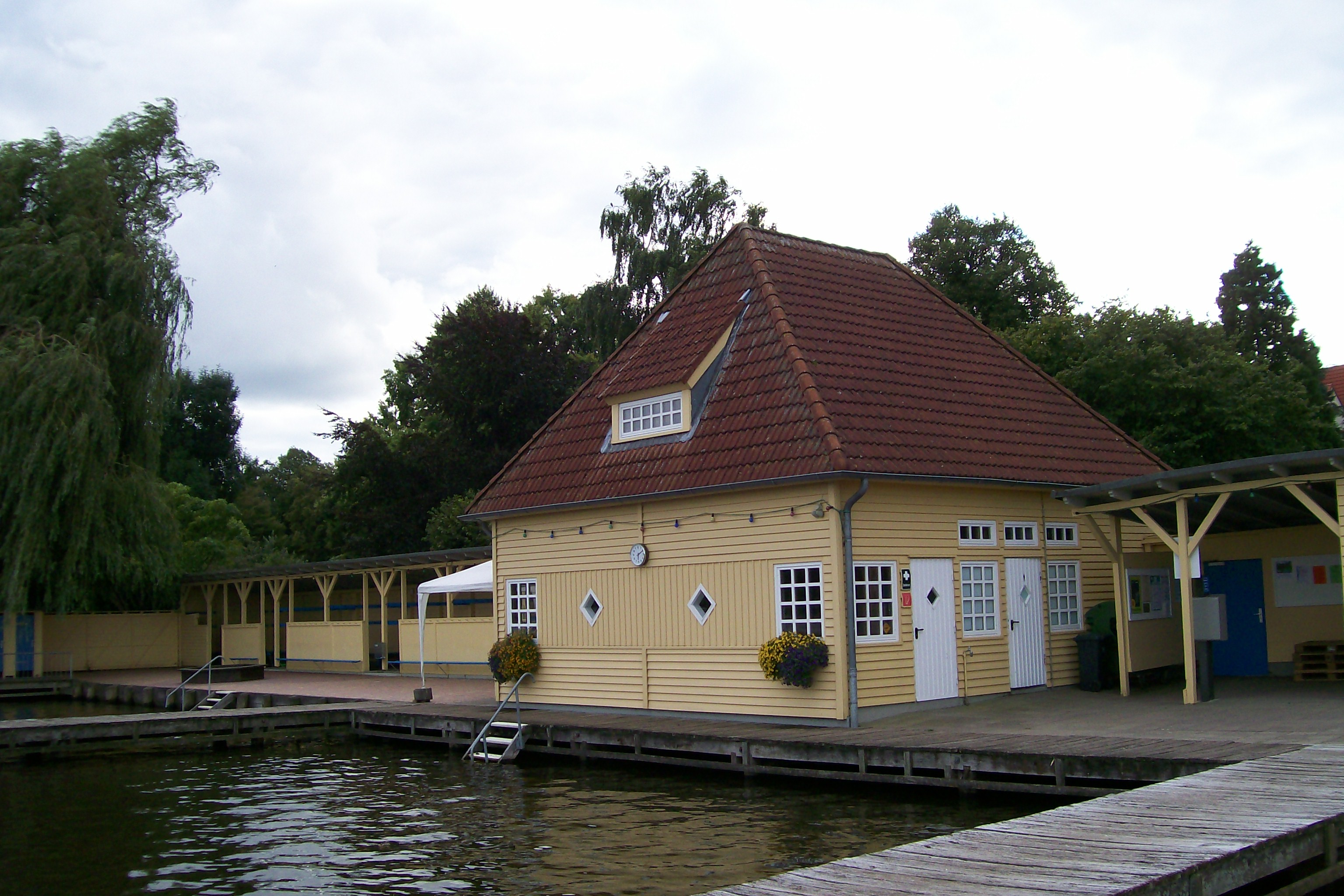
Am Wakenitzufer liegt das unter Denkmalschutz stehende Freibad an der Falkenwiese

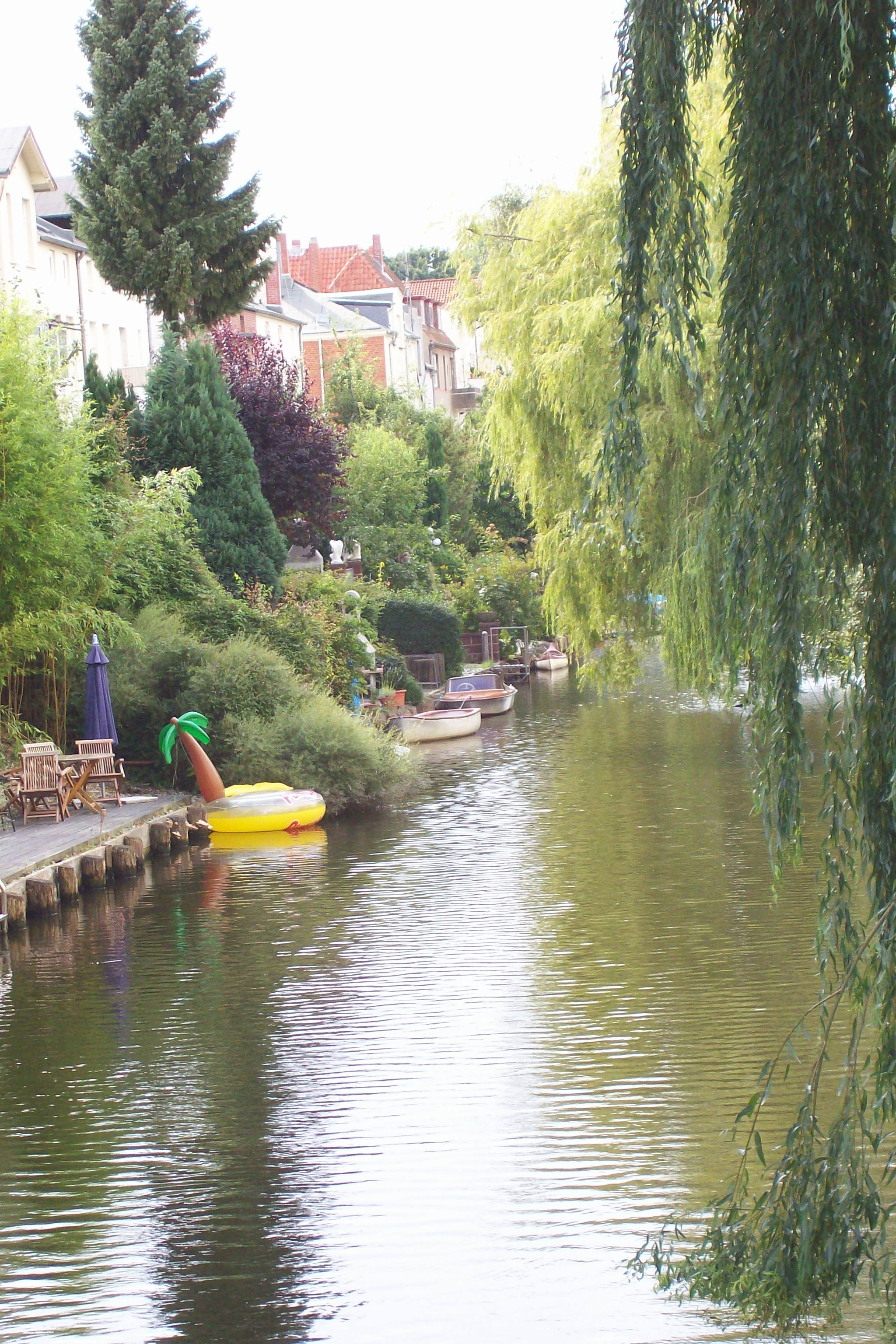
An der Stelle des Dükerkanals befand sich bis 1898 das Freibad Kreidemannsche Anstalt

Freibad etwa 1826

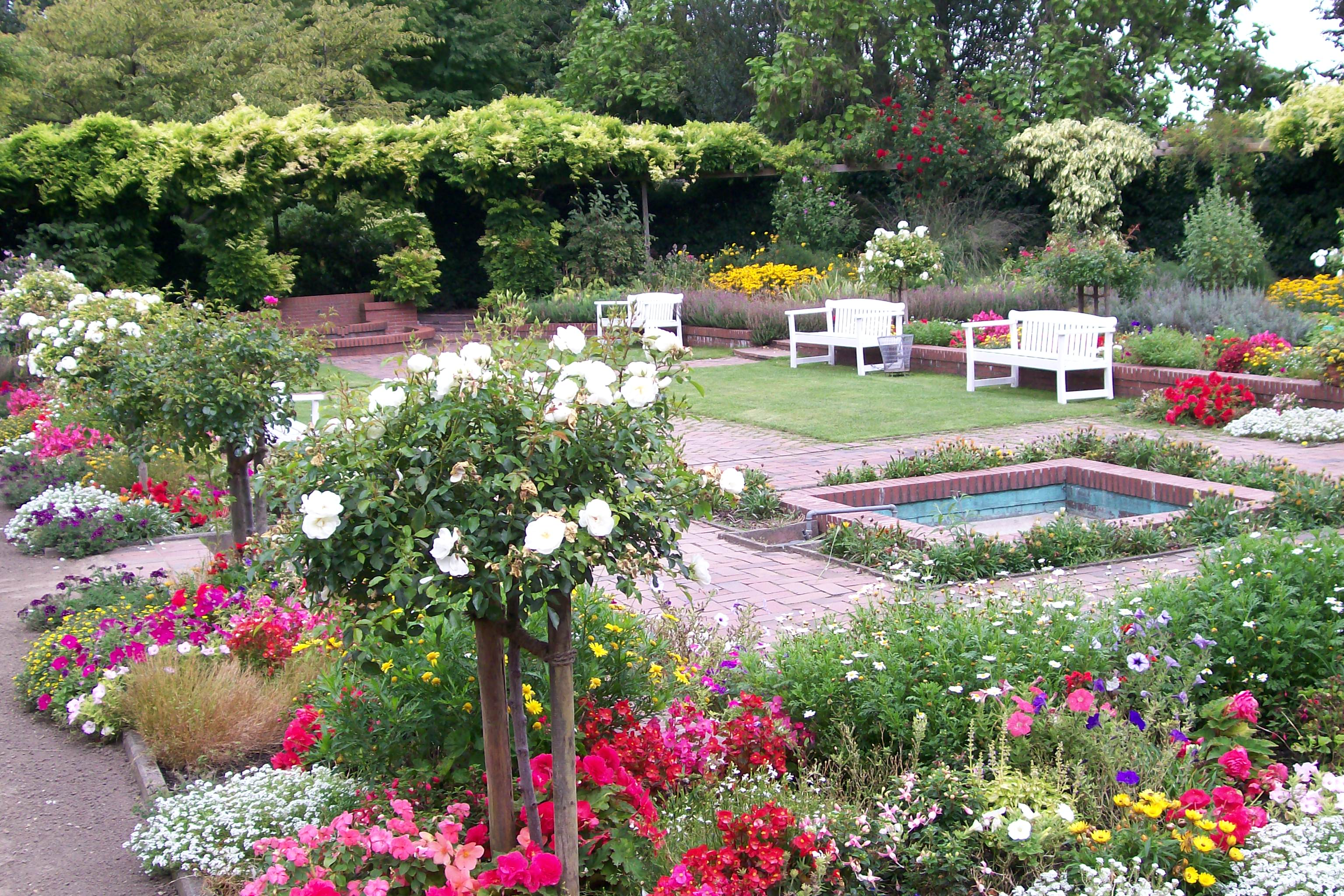
Im Norden wird das Wakenitzufer vom Lübecker Schulgarten begrenzt

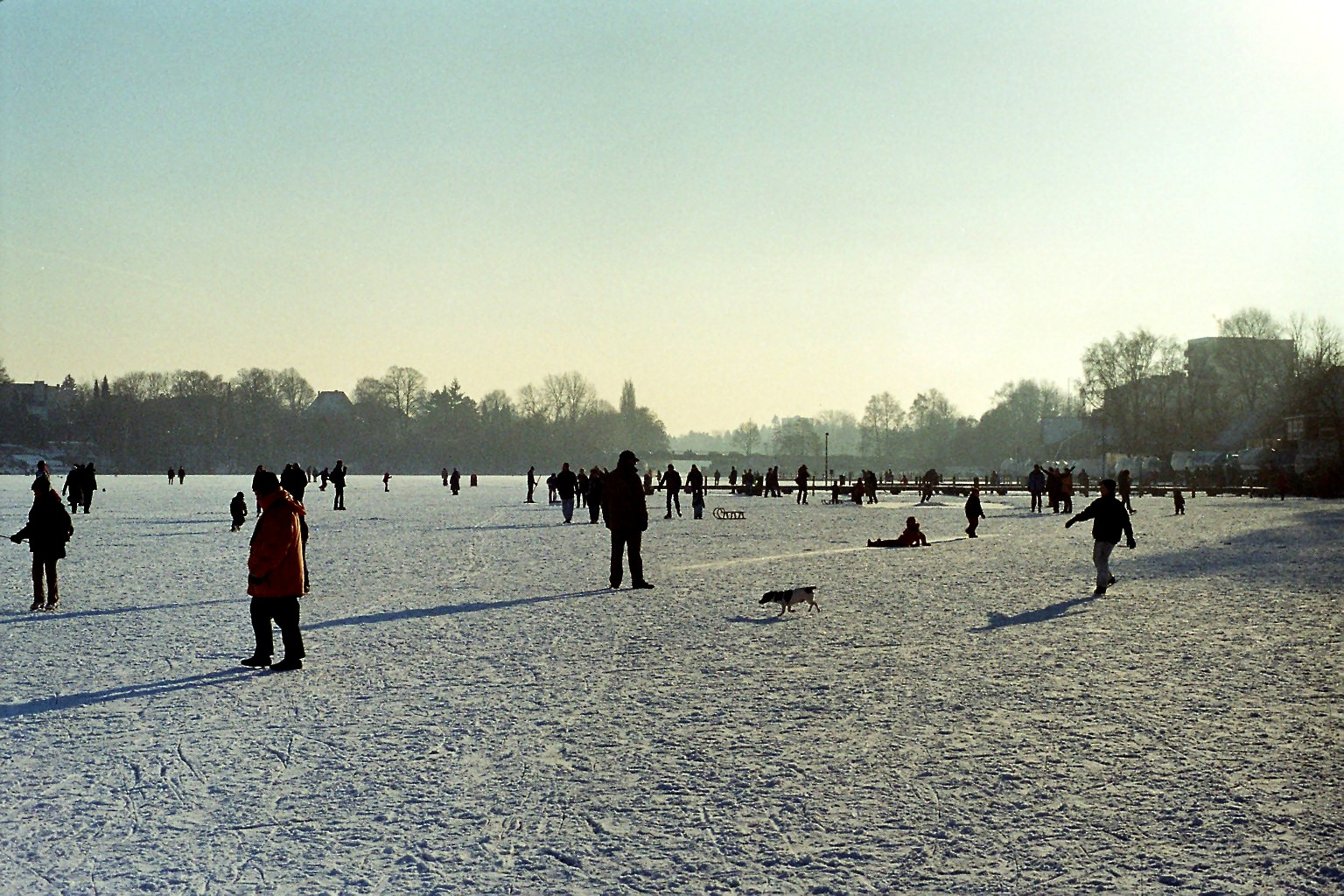
Schlittschuhläufer auf der Wakenitz im Januar 2005, rechts die Gebäude der Wassersportclubs am Wakenitzufer, im Hintergrund die Moltkebrücke im Zuge der Moltkestraße

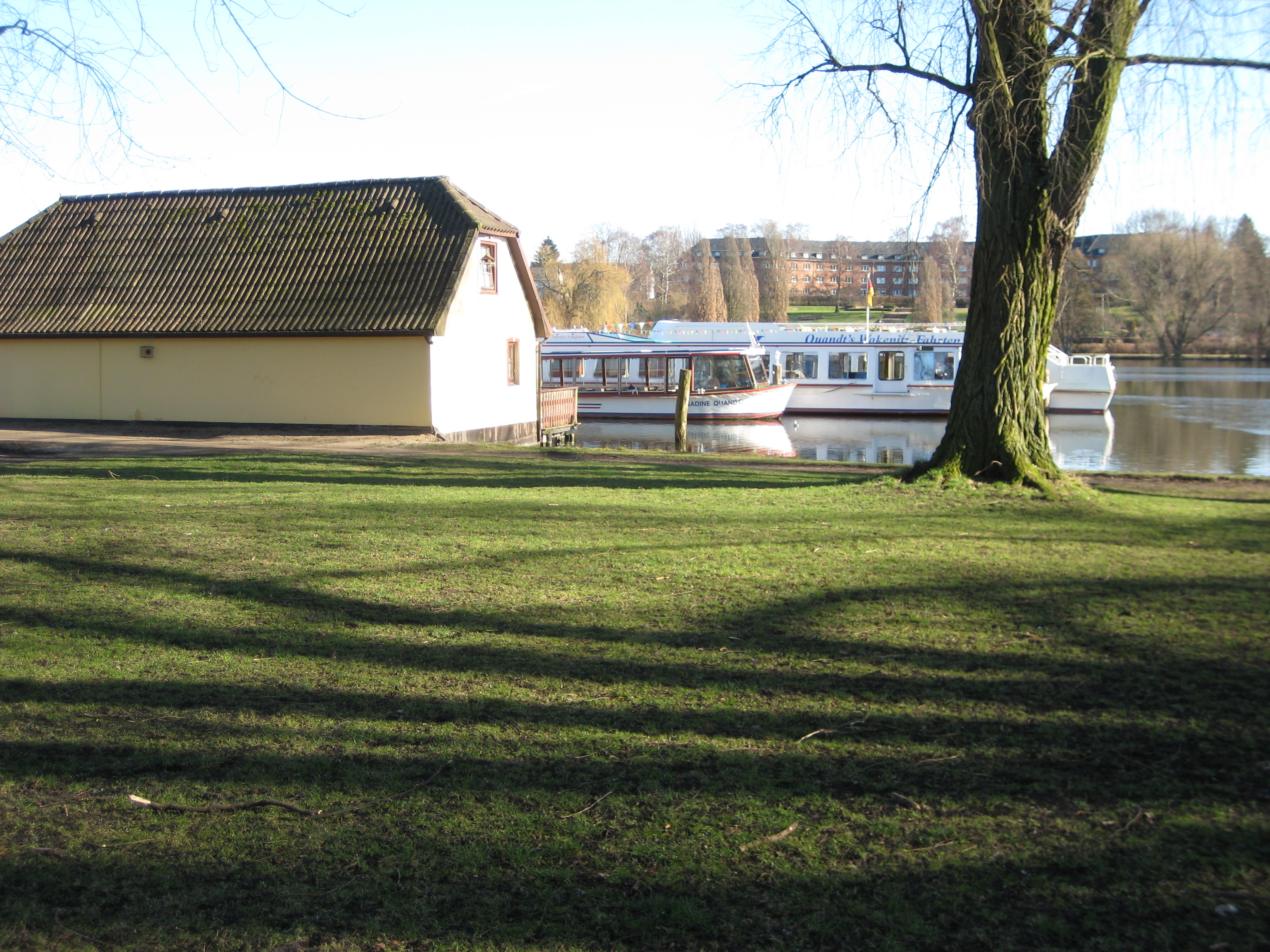
Teil der Grünanlage an der Wakenitz mit Sitz eines Schifffahrtsunternehmens und dessen Ausflugsbooten, auf der Ostseite der Wakenitz das von Rodolfo Groth gebaute Tor der Hoffnung von 1936/1937

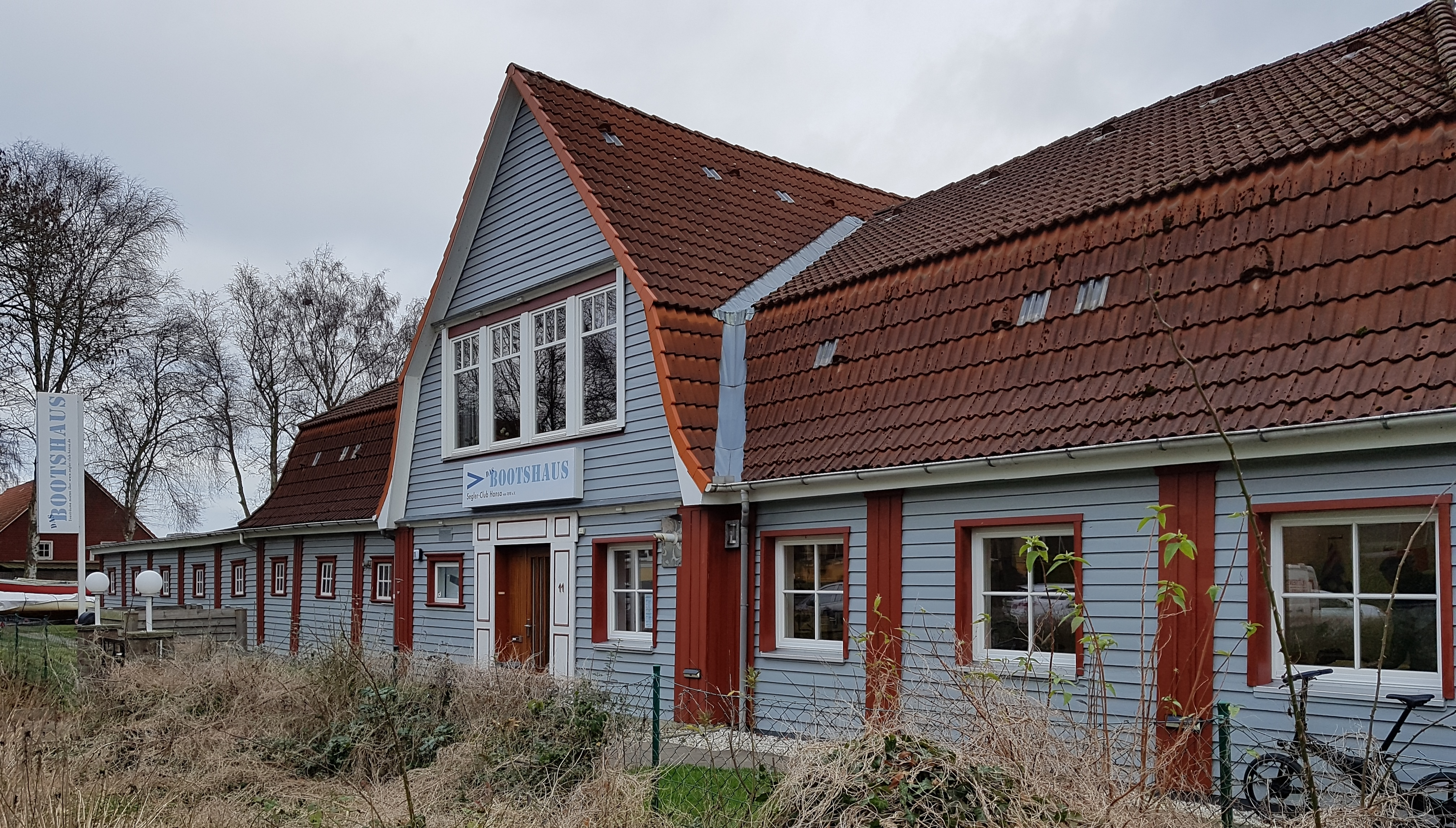
Segler-Club Hansa von 1898 an der Ostseite der Straße zur Wakenitz

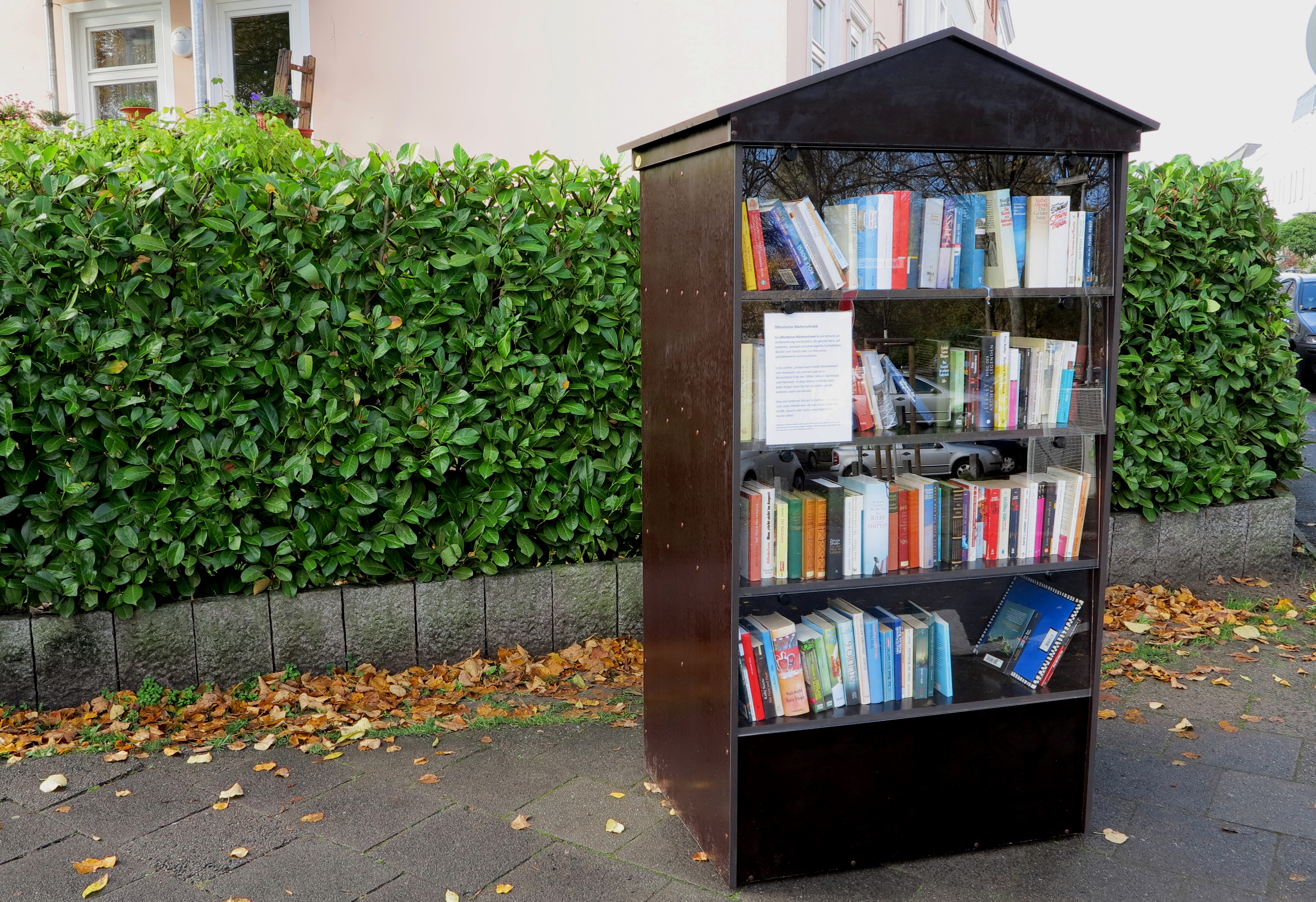
Öffentlicher Bücherschrank an der Ecke zur Pelzerstraße

Das Wakenitzufer ist eine Straße am Fluss Wakenitz im Stadtteil St. Jürgen der Hansestadt Lübeck (Schleswig-Holstein). 
An ihr liegt das Freibad an der Falkenwiese, ein unter Denkmalschutz stehendes Flussschwimmbad aus dem Jahr 1899, das einen Vorgänger von 1799 hatte, außerdem eine Reihe vom Wassersportclubs, die zum Teil Ende des 19. Jahrhunderts gegründet wurden wie der Segler-Club Hansa von 1898.  Wegen der Lage an dem seeartig gestauten Fluss ist das Wakenitzufer eine bevorzugte Wohnstraße in der Nähe der Lübecker Altstadtinsel. Die Straße ist mit Linden unterschiedlichen Alters bestanden.

## Lage
Die Straße Wakenitzufer befindet sich auf der früheren Falkenwiese. Die Halbinsel an der Westseite des seit dem Mittelalter gestauten Flusses Wakenitz wurde im Mittelalter zur Falkenzucht und -jagd genutzt. Der Fluss, der dem Ratzeburger See entspringt, versorgte die Stadt durch die Wasserkunst von 1867 mit Trinkwasser, weil das Wasser der stadtnahen Trave durch Zufluss von Abwasser ungenießbar war. 
Das Wakenitzufer führt von der 1892 angelegten Moltkestraße nach Norden zur Straße An der Falkenwiese, die nach Westen schwenkt. Die Straße endet im Norden am Haupteingang zum Schulgarten, einem 1909 von Erwin Barth geplanten und 1913 von Harry Maasz angelegten Botanischen Garten. In unmittelbarer Nachbarschaft befindet sich das Vereinsgelände des LBV Phönix.

## Ostseite
Die Ostseite der Straße Wakenitzufer weist keine Wohnbebauung auf. Im Norden des Wakenitzufers liegt das Freibad an der Falkenwiese, das seit 1997 unter Denkmalschutz steht. Das Naturschwimmbad ersetzte an der Wakenitz die 1799 errichtete und 1898 abgerissene Kreidemannsche Anstalt. Es war eines der ältesten Freibäder Norddeutschlands, das sich in Höhe des heutigen Dükerkanals befand. 
Zwischen der Straße und dem Ufer der Wakenitz wird eine Grünanlage mit altem Baumbestand im Frühjahr als Startplatz für die Internationale Lübecker Ruder-Regatta genutzt, die 2007 zum 79. Mal vom Lübecker Regatta Verein für Ruderer aus Schleswig-Holstein, anderen Bundesländern Norddeutschlands sowie aus Berlin, Sachsen und Dänemark veranstaltet wurde. Die Grünanlage ist im Winter Treffpunkt für Schlittschuhläufer, wenn die Wakenitz zugefroren ist; im Sommer dienen die zum Teil beschatteten Rasenflächen als Liegewiese.
Parallel zur Straße führt an der Grünanlage ein Wanderweg an der Wakenitz nach Norden zum Ende des Wakenitz-Unterlaufs, wo der gestaute Fluss kanalisiert unter dem Falkendamm in Richtung Klughafen und Trave geleitet wird. Gewerblich genutzt wird ein über der Wakenitz errichtetes Holzhaus vor der Grünanlage, in dem ein Schifffahrtsunternehmen seinen Sitz hat. Es betreibt Ausflugsschifffahrt auf der Wakenitz vom Anleger an der Moltkebrücke bis Rothenhusen am Nordende des Ratzeburger Sees. 
Bis in die 1980er Jahre bestand eine unregelmäßig betriebene Personenfährverbindung von einem neben dem Holzhaus erhaltenen Anleger zum gegenüber liegenden Ufer der Wakenitz mit dem Drägerpark und dem Naturbad Marli im Stadtteil St. Gertrud.
Nach Süden schließen sich an die Grünfläche Gelände traditionsreicher Lübecker Wassersportclubs an, die dort ihre Vereinsheime haben. Es sind der Lübecker Motor-Yacht-Club, der Lübecker Segler-Verein von 1885 sowie der Segler Club Hansa von 1898, außerdem der Lübecker Kanu- und Segelsportverein. In Schuppen werden Segelboote der Vereinsmitglieder während des Winters untergebracht; teilweise lagern sie auf den Freiflächen. Einige der Vereinshäuser werden gastronomisch genutzt. 
Die Wakenitz selbst, auf der seit 1969 die Eisarschregatta mit Optimisten ausgerichtet wird, eignet sich nur bedingt als Segelrevier; größere Boote werden zu Saisonbeginn wegen zum Teil niedriger Wakenitzbrücken im Schleppverband zum Ratzeburger See gebracht, wo die Masten gesetzt werden. 
Südlich des Kanu- und Segelsportvereinsgeländes wird die Wakenitz am Wakenitzufer zwischen Dorotheenstraße und Blanckstraße nach Westen über den Dükerkanal und den Düker in Richtung Mühlenteich entwässert. Über den Dükerkanal führt eine zweispurige Straßenbrücke. An dieser Stelle befand sich bis 1898 das Schwimmbad Kreidemannsche Anstalt. In Richtung Moltkestraße und Moltkebrücke liegt eine weitere Grünfläche, von der ein Fußweg unter der Moltkebrücke hindurch zum Anleger der Wakenitzschifffahrt führt.

## Westseite
Die Westseite der Straße Wakenitzufer wurde seit Ende des 19. Jahrhunderts und dem frühen 20. Jahrhundert bebaut. In Richtung Altstadtinsel ist das Wakenitzufer für den Autoverkehr über die Moltkestraße und die Wahmstraße erschlossen; eine weitere Zufahrtsmöglichkeit zum Stadtzentrum gibt die Verbindung über die parallel zum Wakenitzufer verlaufende Falkenstraße entlang des Klughafens zum Burgfeld und von dort durch das Burgtor zur Großen Burgstraße im Nordteil der Innenstadt. Nach Westen ist das Quartier der früheren Halbinsel vom Wakenitzufer durch Wohnstraßen mit der Falkenstraße und der Hüxtertorallee verbunden, von denen mehrere wie die Travelmannstraße, die Percevalstraße und die Attendornstraße nach Lübecker Bürgermeistern benannt sind. Zu Fuß ist die Altstadtinsel über die in den 1990er Jahren errichtete Klughafenbrücke erreichbar, die wegen ihres Belags auch als Glitzerbrücke bezeichnet wird. Auch der Klughafen ist nach einem Lübecker Bürgermeister benannt, nach Heinrich Klug.
Die ältesten Gebäude des Wakenitzufers liegen im nördlichen Bereich gegenüber der Grünfläche in Höhe des Freibads Falkenwiese. Es sind mehrgeschossige Wohngebäude mit reich gegliederten Fassaden unterschiedlicher Stilrichtungen in repräsentativem Charakter. Einige weisen Elemente des Jugendstils auf. In Richtung Süden befand sich ursprünglich einer der Wakenitz-Fischereihorste und ein Ausflugslokal. Teile der Flächen, auf denen ursprünglich Baracken standen, wurden erst nach dem Zweiten Weltkrieg bebaut. Dort entstanden schmucklose Zweckbauten, die zum Teil in den 1960er Jahren errichtet wurden. 
Der einzige Gewerbebetrieb der Straße, ein Autohaus mit Werkstatt, wurde in den 1990er Jahren aufgegeben. Die Verkaufsräume des Autohauses befanden sich im Erdgeschoss eines zur Dorotheenstraße gehörenden achtgeschossigen Wohngebäudes mit Front zum Wakenitzufer; die Werkstattgebäude lagen am Wakenitzufer zwischen Dorotheenstraße und Bleichenweg. Sie wurden abgerissen und 2005 durch einen luxuriösen mehrgeschossigen Wohnkomplex mit Eigentumswohnungen ersetzt. Nach Süden schließt sich Wohnbebauung aus den 1970er und 1980er Jahren an. Wegen der bevorzugten Lage an der Wakenitz ließen sich am Wakenitzufer Anwalts- und Arztpraxen nieder.
An der Ecke zur Pelzerstraße steht seit Oktober 2013 der zweite öffentliche Bücherschrank Lübecks.
Nach dem Fluss Wakenitz sind in Lübeck außerdem die Wakenitzstraße im Stadtteil St. Jürgen sowie die Straße Wakenitzmauer im Osten der Altstadtinsel benannt.

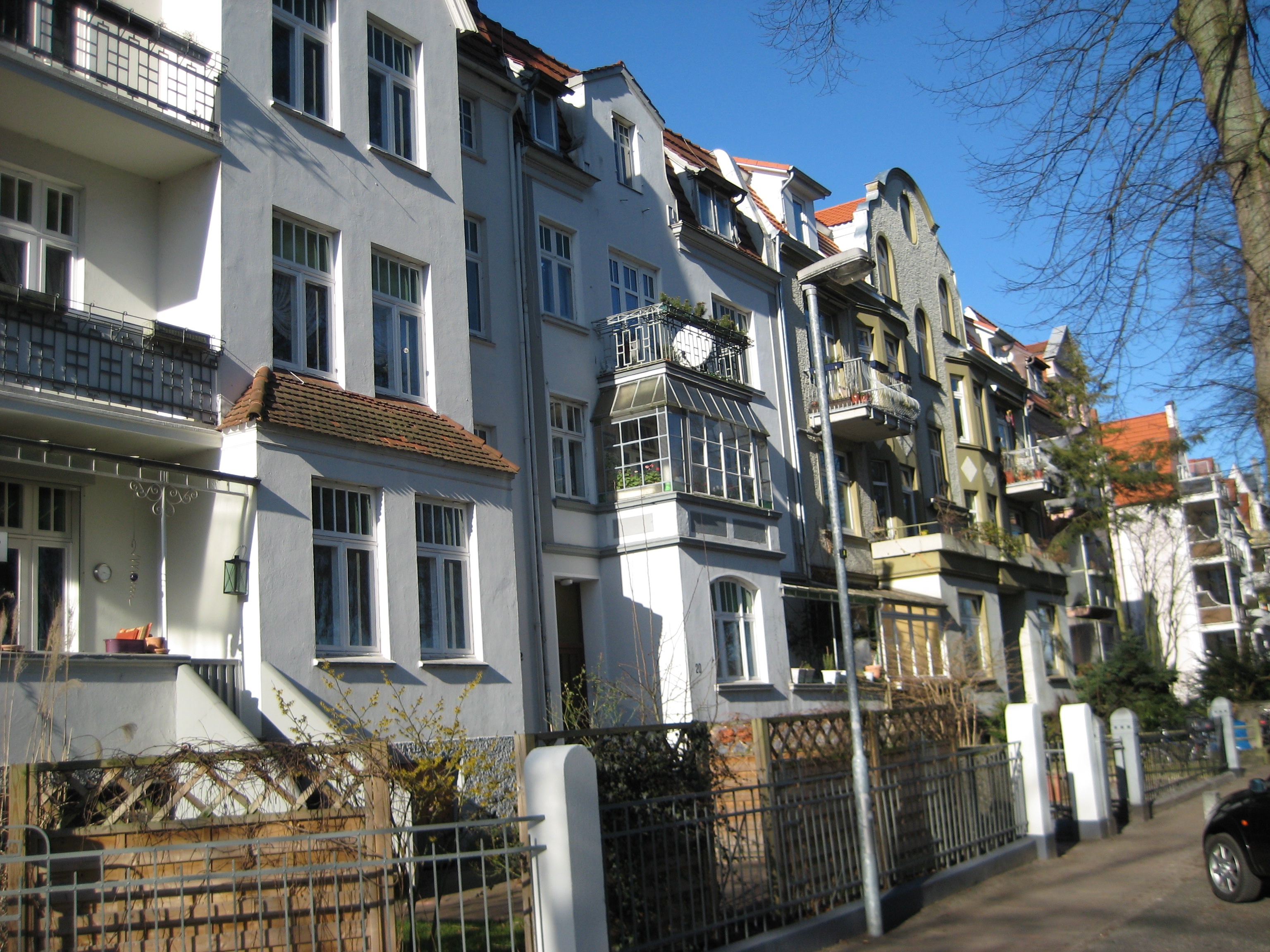
Frühe Bebauung im Norden der Straße, meist aus dem frühen 20. Jahrhundert
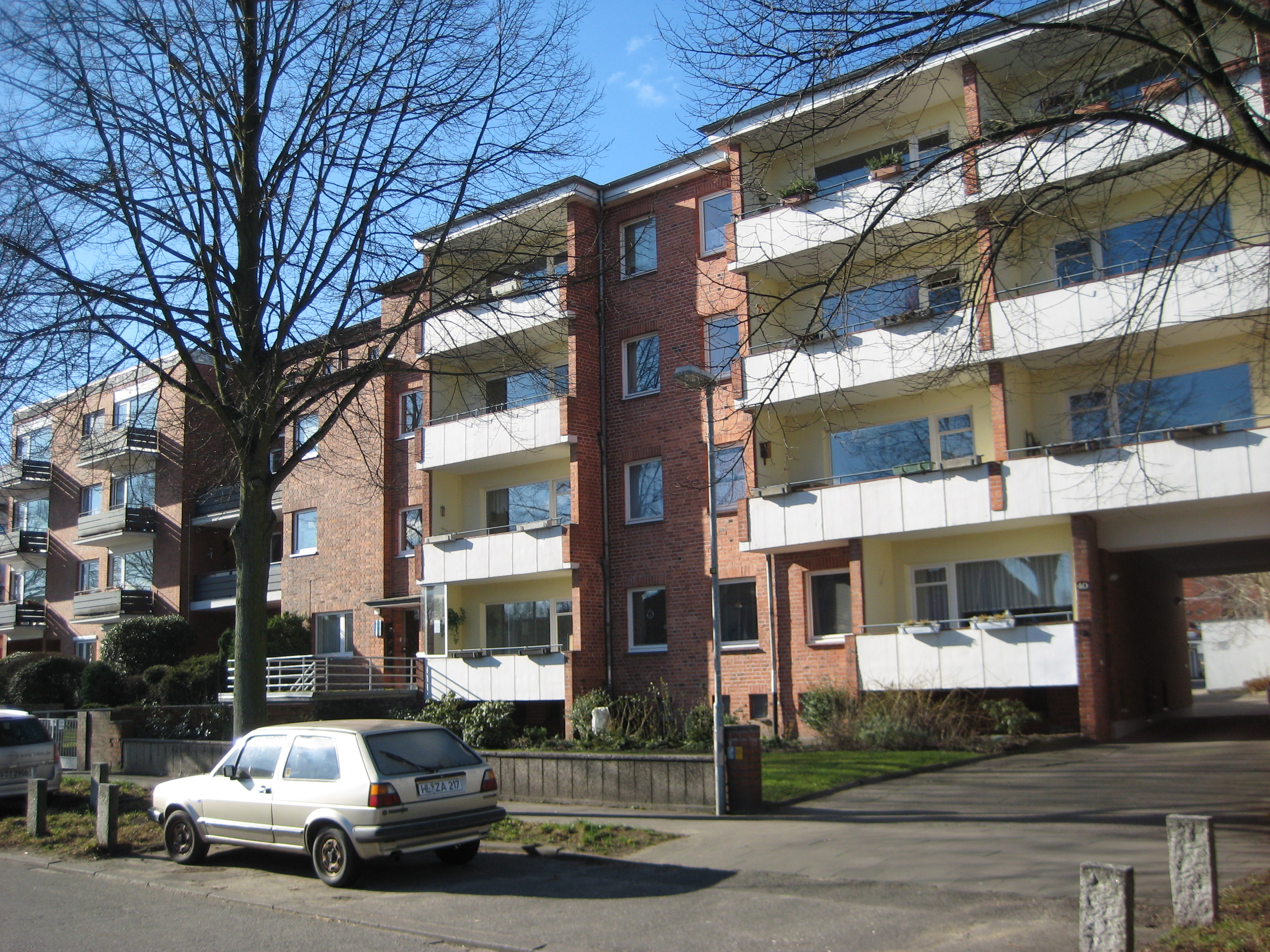
Bauten aus den 1960er Jahren auf den früheren Fischereiflächen
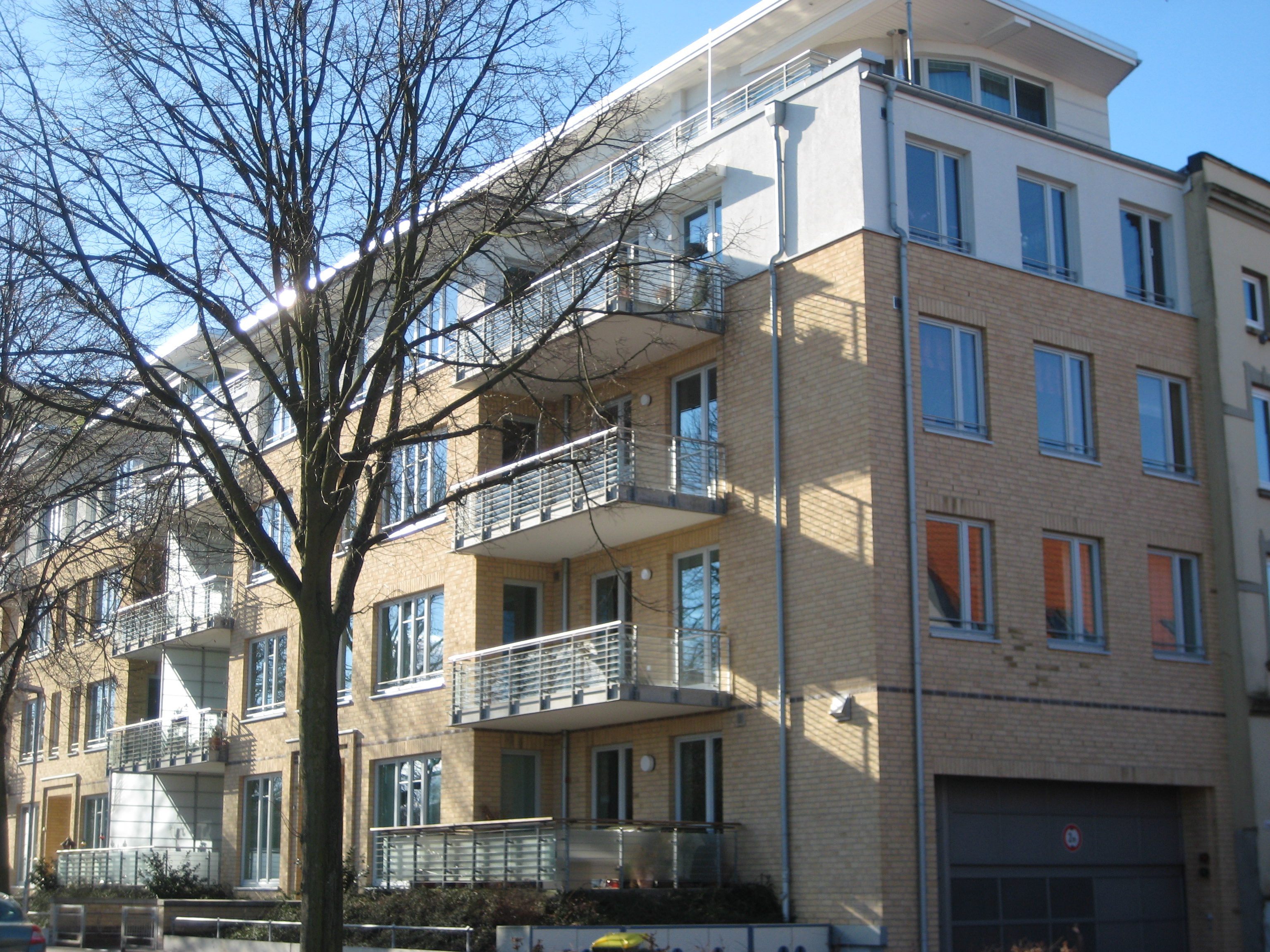
Ersatzwohnbebauung von 2005 auf der Fläche einer früheren Autowerkstatt